# Хефнер-Альтенек, Фридрих фон
Фридрих фон Хефнер-Альтенек (нем. Friedrich von Hefner-Alteneck; 27 апреля 1845 года, Ашаффенбург — 7 января 1904 года, Берлин) — немецкий инженер-электротехник, один из ближайших соратников В. Сименса, член шведской Королевской Академии наук (1896) и Берлинской Академии наук (1901).

## Биография
Окончил Цюрихское высшее техническое училище. В 1867—1890 гг. ведущий конструктор и главный инженер фирмы Siemens & Halske. Автор многочисленных изобретений в области электротехники, светотехники, телеграфии и фотометрии; Изобрёл (1873) барабанный якорь для электрических машин постоянного тока, дуговую лампу с дифференциальным регулятором системы.
В 1884 году предложил единицу силы света, позже названную «свечой Хефнера». Эталоном для неё являлась «лампа Хефнера» — фитильная лампа специальной конструкции, в которой в качестве горючего использовался амилацетат. Предложенная единица была в 1893 г. принята в качестве таковой сначала в Германии, а затем в Австрии, Швейцарии и скандинавских странах. Широко использовалась в России. Свеча Хефнера составляла примерно 0,903 от современной единицы силы света канделы.